# South Venice
South Venice is een plaats (census-designated place) in de Amerikaanse staat Florida, en valt bestuurlijk gezien onder Sarasota County.

## Demografie
Bij de volkstelling in 2000 werd het aantal inwoners vastgesteld op 13.539.

## Geografie
Volgens het United States Census Bureau beslaat de plaats een oppervlakte van
17,1 km², waarvan 16,1 km² land en 1,0 km² water.

## Plaatsen in de nabije omgeving
De onderstaande figuur toont nabijgelegen plaatsen in een straal van 16 km rond South Venice.